# William Boog Leishman
Pour les articles homonymes, voir Leishman.
Le lieutenant-général et Sir William Boog Leishman est un médecin-militaire écossais, né le 6 novembre 1865 à Glasgow et mort le 2 juin 1926.

## Biographie
Il fait ses études à la Westminster School et à l’université de Glasgow avant d’entrer le corps médical de l’armée britannique (Royal Army Medical Corps). Il sert en Inde où il étudie la fièvre typhoïde et le kala azar. Il revient en Grande-Bretagne et est stationné à l’hôpital Victoria de Netley en 1897. En 1900, il devient professeur assistant de pathologie à l’école de médecine militaire.
Il a donné son nom à la leishmaniose.

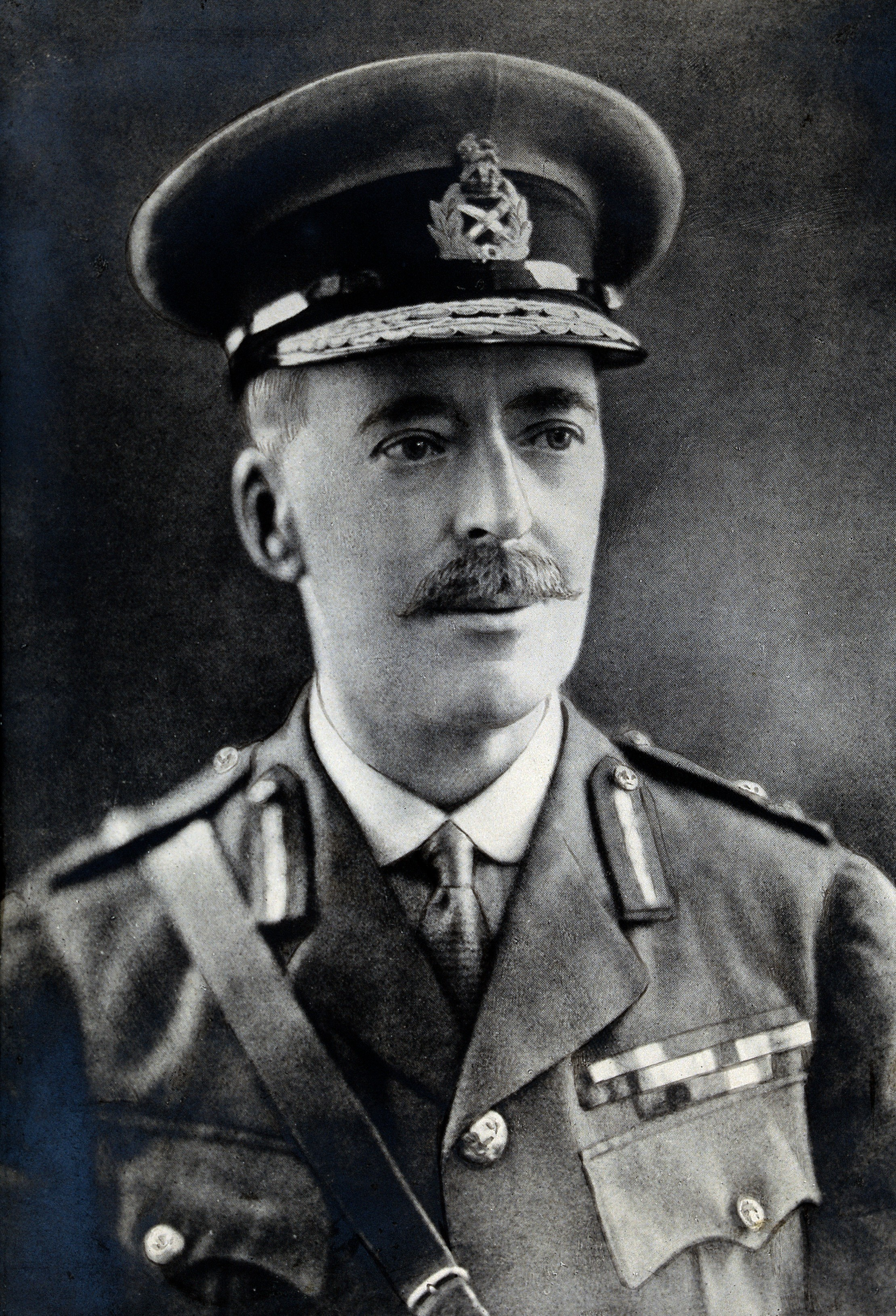